# Yann Schrub
Yann Schrub (* 20. März 1996 in Thionville) ist ein französischer Leichtathlet, der sich auf den Langstreckenlauf spezialisiert hat. 2023 wurde er Europameister im Crosslauf-Einzel und 2024 wurde er in Rom Vizeeuropameister über 10.000 Meter.

## Sportliche Laufbahn
Erste internationale Erfahrungen sammelte Yann Schrub im Jahr 2013, als er bei den Jugendweltmeisterschaften in Donezk im 3000-Meter-Lauf mit 8:57,41 min in der Vorrunde ausschied. 2019 nahm er im 5000-Meter-Lauf an der Sommer-Universiade in Neapel teil und gewann dort in 14:03,24 min die Silbermedaille hinter dem Schweizer Jonas Raess. Anschließend erreichte er bei den Crosslauf-Europameisterschaften in Lissabon nach 31:12 min Rang 18. Zwei Jahre später gelangte er bei den Crosslauf-Europameisterschaften 2021 in Dublin nach 30:39 min auf Rang sechs und sicherte sich in der Teamwertung die Goldmedaille. Zudem gewann er den Silvesterlauf über 10 Kilometer in Saarbrücken in einer Zeit von 30:29 min. Dieses Meisterstück konnte er 2022 in 30:12 min wiederholen. 2022 gewann er  bei den Europameisterschaften in München mit persönlicher Bestzeit von 27:47,13 min die Bronzemedaille über 10.000 Meter hinter dem Italiener Yemaneberhan Crippa und Zerei Kbrom Mezngi aus Norwegen. Im Dezember wurde er bei den Crosslauf-Europameisterschaften in Turin nach 29:52 min Siebter im Einzelrennen und gewann in der Teamwertung erneut die Goldmedaille. Im Januar siegte er beim CrossCup de Hannut sowie beim Cross das Amendoeiras em Flor und sicherte sich damit den geteilten Gesamtsieg der World Athletics Cross Country Tour 2022/23. Im August belegte er dann bei den Weltmeisterschaften in Budapest in 28:07,42 min den neunten Platz über 10.000 Meter und im Dezember siegte er in 30:17 min bei den Crosslauf-Europameisterschaften in Brüssel und sicherte sich in der Teamwertung die Silbermedaille hinter dem belgischen Team. 2024 gewann er bei den Europameisterschaften in Rom in 28:00,48 min die Silbermedaille über 10.000 Meter hinter dem Schweizer Dominic Lobalu. Im August kam er bei den Olympischen Sommerspielen in Paris über 10.000 Meter nicht ins Ziel und gelangte über 5000 Meter mit 13:20,63 min im Finale auf Rang zwölf. Im Dezember wurde er bei den Crosslauf-Europameisterschaften in Antalya in 22:35 min Sechster im Einzelrennen.
Bei den erstmals ausgetragenen Straßenlauf-Europameisterschaften 2025 in Löwen siegte er in 27:37 min im 10-km-Straßenlauf und sicherte sich auch in der Teamwertung die Goldmedaille.
2018 wurde Schrub französischer Meister im 10.000-Meter-Lauf und 2024 über 5000 Meter. Zudem wurde er 2017 Hallenmeister über 3000 Meter.

## Persönliche Bestzeiten
- 1500 Meter: 3:35,84 min, 4. Mai 2024 in Décines-Charpieu
- 3000 Meter: 8:10,00 min, 13. April 2019 in L’Étang-Salé
  - 3000 Meter (Halle): 7:35,11 min, 8. Februar 2025 in Metz
- 5000 Meter: 13:04,27 min, 25. Mai 2024 in Brüssel
- 10.000 Meter: 27:47,13 min, 21. August 2022 in München
- 5-km-Straßenlauf: 13:00 min, 16. März 2025 in Lille
- 10-km-Straßenlauf: 27:37 min, 13. April 2025 in Löwen